# Umberto Barbaro
Umberto Barbaro (Acireale, 3 gennaio 1902 – Roma, 19 marzo 1959) è stato un critico cinematografico, sceneggiatore, regista, traduttore e saggista italiano.

## Biografia
Umberto Barbaro è stato attivo in molti campi: narrativa, drammaturgia, cinema, critica e storia dell'arte figurativa. Nel 1923 è direttore della rivista La bilancia e collabora con Dino Terra, Vinicio Paladini e Paolo Flores. Nel 1927 è tra gli animatori del Movimento Immaginista, corrente "di sinistra" del Futurismo, attenta all'evoluzione culturale in Francia, America, Russia e Germania; con Dino Terra, ne elabora la rivista di riferimento, La Ruota Dentata, che uscirà per un solo numero data la carenza di fondi finanziari per portarla avanti; all'insegna della "Ruota Dentata" usciranno, sempre nel '27, anche quattro opere letterarie, tutte quante espressione del movimento in questione: Inferno, di Barbaro e Bonaventura Grassi; Riflessi  e L'Amico dell'Angelo di Dino Terra, Odio dell'ungherese Miklós Koszka. In quello stesso giro d'anni, Barbaro è al fianco di Anton Giulio Bragaglia nella iniziativa del Teatro degli Indipendenti, a Roma. Conoscitore della lingua russa e tedesca traduce opere di Heinrich von Kleist, Michail Bulgakov e Frank Wedekind. È giornalista, saggista, novelliere e i suoi scritti appaiono in varie riviste e quotidiani del tempo.
Nel 1936 è tra i fondatori, con Luigi Chiarini, del Centro Sperimentale di Cinematografia di Roma e ne diventa docente. Sempre con Chiarini avvia la pubblicazione del mensile di studi cinematografici Bianco e Nero, direttamente legato al Centro Sperimentale, una rivista che ha fornito notevole impulso alla crescita della cultura cinematografica italiana. Finita la seconda guerra mondiale, prosegue gli studi specifici sul cinema in generale e su quello sovietico in particolare e continua la serie di traduzioni, da tempo avviata, di scritti di teorici del cinema tra cui Vsevolod Illarionovič Pudovkin, Sergej Michajlovič Ėjzenštejn, Rudolf Arnheim e Béla Balázs. Nel 1947 traduce anche Sigmund Freud. Nel 1945 viene nominato Commissario straordinario del Centro Sperimentale di Cinematografia, carica che ricopre sino al 1947, quando ne è allontanato per motivi politici. È sostenitore del cinema neorealista.
Nel campo della produzione cinematografica esordisce, come autore, nel 1933 con un documentario, Cantieri dell'Adriatico, a cui fa seguito il solo film a lungometraggio da lui realizzato, L'ultima nemica. Nel dopoguerra gira, con la consulenza di Roberto Longhi, due cortometraggi d'arte dedicati a Carpaccio e Caravaggio.
Come critico cinematografico, dal 1945 collabora a L'Unità, indi al settimanale Vie Nuove e a Filmcritica. Dirige il quindicinale L'Eco del cinema.
A Umberto Barbaro sono state dedicate la «Biblioteca del Cinema», il «Premio Nazionale Filmcritica» di Roma e numerose pubblicazioni

## Vita privata
Era sposato con Helena Wojciechowska, che partecipò attivamente alla creazione della Scuola di Cinema a Lodz e svolse anche attività di traduttrice.

## Opere
- Inferno. Mistero contemporaneo in sette quadri, con Bonaventura Grassi, Roma. Movimento immaginista-Edizioni della Ruota dentata, 1927.
- Il Banchiere, in "900", n. 3., 1929.
- Luce fredda. Romanzo, Lanciano, Carabba, 1931; Montepulciano, Del Grifo, 1990. ISBN 88-7773-110-9.
- L'essenza del can barbone; Ancorato al cuore di Maria, Roma, Le edizioni d'Italia, 1931; Napoli, Liguori, 1995. ISBN 88-207-2505-3.
- L'isola del sale, in "L'Italia letteraria", nn. 22-24-27-29-30-32-33-35-39-40, 1935; Bari, Palomar, 2002. ISBN 88-87467-77-3.
- L'attore. Saggio di antologia critica, a cura di e con Luigi Chiarini, 3 voll., Roma, Bianco e Nero, 1938.
- Problemi del film. [Saggio di antologia estetica], a cura di e con Luigi Chiarini, Roma, Bianco e Nero, 1939.
- Film: soggetto e sceneggiatura, Roma, Bianco e Nero, 1939; Roma, Ateneo, 1947.
- Le ricche miniere della pittura contemporanea, Roma, Ateneo, 1948.
- L'arte dell'attore, a cura di e con Luigi Chiarini, Roma, Bianco e Nero, 1950.
- Il cinema e l'uomo moderno, a cura di, Roma, Le Edizioni Sociali, 1950.
- Poesia del film, Roma, Filmcritica, 1955; Roma, Bulzoni, 1999. ISBN 88-8319-351-2.
- Il cinema sovietico e il cinema italiano, in "Rassegna sovietica", n. 1, gen.-feb. 1958.
- Il film e il risarcimento marxista dell'arte, Roma, Editori Riuniti, 1960.
- Servitù e grandezza del cinema, a cura di Lorenzo Quaglietti, Roma, Editori Riuniti, 1962.
- Il cinema tedesco, a cura di Mino Argentieri, Roma, Editori Riuniti, 1973.
- Neorealismo e realismo, a cura di Gian Piero Brunetta, 2 voll., Roma, Editori Riuniti, 1976.
- Appunti sulla regia cinematografica, con Antonio Pietrangeli, Cesena, Il ponte vecchio, 1995.
- Fratelli d'Italia, soggetto cinematografico scritto con Luigi Chiarini, in "Cinemasessanta", n. 302, ott.-dic. 2009.

## Traduzioni
- Arthur Schnitzler, Agonia d'amore, Il dramma, A. 6, n. 90 (15 maggio 1930).
- Arthur Schnitzler, Cena d'addio, Il dramma, A. 5, n. 78 (15 novembre 1929).
- Arthur Schnitzler,  Ore di vita: atto unico, Comoedia, A. 13, n.12 (1931).
- Vsevolod Illarionovič Pudovkin, Il soggetto cinematografico, Roma, Le Edizioni d'Italia, 1932.
- Hermann Kesten, Gente felice [Glückliche Menschen], Lanciano, Carabba, 1933.
- Frank Wedekind, Il marchese di Keith: dramma in 5 atti, Torino, A. Formica, 1930.
- Michail Afanas'evič Bulgakov, Le uova fatali, traduzione dall'originale russo di Umberto Barbaro e Liubof Uspienscaia, Lanciano, Carabba, 1931.
- Hermann Kesten, Il ciarlatano, Milano, Corbaccio, 1934.
- Béla Balázs, Lo spirito del film, Bianco e nero, A.4, n.2 (1940).
- Aleksandr Seergeevič Jakovlev, Verso le quattro del mattino, Roma, Ed. Documento, 1944.
- Fëdor Dostoevskij, L'altro io, Roma, Contemporanea, 1945.
- Aleksandr Sergeevič Neverov, Tachkent, città d'abbondanza, Roma, D. De Luigi, 1945.
- Sigmund Freud, Nuovi saggi di psicoanalisi, Roma, O.E.T. Edizioni del secolo, 1946.
- Vsevolod Illarionovič Pudovkin, L'attore nel film, Roma, Edizioni dell'Ateneo, 1947.

## Filmografia

### Regista
- Cantieri dell'Adriatico, documentario, 1933
- L'ultima nemica, film, 1938
- Carpaccio, documentario, 1947
- Caravaggio, documentario, 1948

### Sceneggiatore
- Seconda B, regia di Goffredo Alessandrini, 1934
- La peccatrice, regia di Amleto Palermi, 1940
- Via delle Cinque Lune, regia di Luigi Chiarini, 1942
- La bella addormentata, regia di Luigi Chiarini, 1942
- Paura d'amare, regia di Gaetano Amata, 1942
- La locandiera, regia di Luigi Chiarini, 1943
- Caccia tragica, regia di Giuseppe De Santis, 1948
- Fabiola, regia di Alessandro Blasetti, 1949. Non accreditato
- Czarci żleb (Il passo del diavolo), regia di Tadeusz Kański e Aldo Vergano. Polonia, inedito in Italia, 1949
- La figlia del forzato, regia di Gaetano Amata, 1953